# 湯沢市立湯沢西小学校
湯沢市立湯沢西小学校（ゆざわしりつ ゆざわにししょうがっこう）は、秋田県湯沢市にある公立小学校。

## 沿革
以下、注釈の無い項目は学校の公式サイトの情報によるもの。
- 1874年（明治7年）4月24日 - 内舘学校として開校。
- 1883年（明治16年）2月1日 - 湯沢小学校と改称し、2つの分校を設置。
- 1890年（明治23年）3月 - 法改正により湯沢高等小学校、湯沢尋常小学校の2校になる。
- 1892年5月 - 湯沢高等小学校と改称。
- 1896年10月 - 現・湯沢市役所の南側に校舎新築し移転。
- 1906年（明治39年）
  - 3月24日 - 2校を廃止。湯沢尋常小学校と湯沢高等小学校の2校となる。
  - 12月9日 - 湯沢高等小学校の校舎が竣工。
- 1909年（明治42年）4月1日 - 組織を改め湯沢男子尋常高等小学校と湯沢女子尋常小学校の2校となる。
- 1947年（昭和22年）4月1日 - 2校を統合し湯沢小学校となる。
- 1950年（昭和25年）4月1日 - 湯沢小学校を廃止。湯沢東小学校と湯沢西小学校の2校となる。
- 1954年（昭和29年）3月31日 - 旧・湯沢市が発足し湯沢市立湯沢西小学校と改称。
- 1962年（昭和37年）1月26日 - 現在地に新校舎竣工し竣工式開催。
- 1963年（昭和38年）1月26日 - プール竣工。
- 1974年（昭和49年）8月27日 - 各種遊具を設置。
- 1975年（昭和50年）12月3日 - 北校舎の西側に教室を増設する（3教室）。
- 1978年（昭和53年）10月31日 - 校舎前庭に「友愛の像」が竣工。なかよし広場も竣工。
- 2007年（平成19年）
  - 3月15日 - 現在地に体育館が竣工。
  - 10月16日 - 新校舎が竣工。
  - この校舎改築は、PTAから市に対する陳情が市議会で採択されたことによるものである。
- 2008年（平成20年）
  - 1月15日 - 新校舎にて3学期の始業式を挙行する。
  - 8月29日 - プール竣工。
  - 11月6日 - グラウンド竣工。
- 2021年（令和3年）4月1日 - 湯沢市立須川小学校と湯沢市立三関小学校を本校に統合。

## 周辺
- 石名塚街区公園
- 湯沢市体育センター
- 湯沢弓道場
- 秋田県雄勝地域振興局
- よねや 千石大橋店
- スーパードラッグアサヒ 湯沢店
- 湯沢警察署

## 交通アクセス
- 奥羽本線湯沢駅西口より南へ約1km

## 主な出身者
- 高橋尚毅 - バスケットボール選手

## 歴代校長
- 栗林新一郎